# یحیی بن عمر اندلسی
ابو زکریاء یحی بن عمر بن یوسف بن عامر کنانی اندلسی ۲۲۳–۲۸۹ه. (۸۳۷–۹۰۱)م. از دانشوران اندلس بود.
او در اندلس زاده شد و در جوانی به تونس و بعد به شهر سوسه رفت.
او چهل کتاب در فقه و اصول و تاریخ نوشت از آن جمله:
- کتاب فضائل المنستیر.
- کتاب أحکام السوق. (دربارهٔ زندگی اقتصادی شمال آفریقا)
- کتاب فی أصول السنن.
- کتاب الصراط.
- کتاب المیزان.
- کتاب النظر إلی الله عز وجل.
- کتاب الرد علی الشافعی.